# Greta Arwidsson
Pour les articles homonymes, voir Arwidsson.
Greta Arwidsson, née le 5 juin 1908 et morte le 31 janvier 1998 est une archéologue suédoise, connue notamment pour ses travaux sur les tombes de Valsgärde publiés entre les années 1940 et 1970.

## Biographie

### Jeunesse et éducation
Greta Arwidsson est née le 5 juin 1906 à Uppsala en Suède. Son père, Ivar Arwidsson est zoologiste. Ses deux parents travaillent au musée nordique. Sa mère, Anna Arwidsson (née Jacobsson) enregistre la tradition folklorique locale et collecte, au cours de ses voyages à travers le pays, de nombreux objets pour les collections du musée.
Les parents de Greta Arwidsson l'emmènent à des conférences publiques quand elle est enfant, notamment celles d'Oscar Montelius et de Gabriel Gustafsson. Inscrite à l'Université d'Uppsala, elle obtient une maîtrise en philosophie en 1930, et suit des études de latin, de géographie et d'histoire, avec l'objectif d'enseigner. Pendant sa formation sous la tutelle de Sune Lindqvist (en), elle commence à travailler sur les fouilles de Valsgärde, à enquêter et à publier sur les bateaux-tombes qui s'y trouvent. Elle obtient son doctorat en 1942, la même année où elle publie sa première monographie sur Valsgärde, Valsgärde 6, issue de sa thèse Vendelstile : Email und Glas in 7.-8. Jahrhundert.

### Carrière
Tout en poursuivant ses études, de 1936 à 1941, Greta Arwidsson travaille périodiquement en tant qu'antiquaire au Musée historique de Stockholm, d'abord dans le département de l'âge de la pierre et du bronze, puis dans le département de l'âge du fer. De 1942 à 1946, elle enseigne l'archéologie comparée scandinave à l'université d'Uppsala, tout en travaillant au Jämtland Museum pendant les étés 1943 et 1944. Greta Arwidsson devient la première femme professeure suédoise d'archéologie scandinave et comparée en 1956, lorsqu'elle prend le poste à l'Université de Stockholm. 
De 1958 à 1961, elle est doyenne de la Faculté des sciences humaines et membre du conseil d'administration de l'université.  
En 1963, Greta Arwidsson devint la première femme membre de l'Académie royale des sciences de Suède. 
Elle devient professeure émérite en 1973. 
Sa présence en tant que professeure fut bénéfique à la faculté puisque durant ses années à l'université, le nombre d'élèves passa d'un petit nombre à plus d'une centaine quand elle se retira. 
Une fois à la retraite, l'archéologue publie certaines de ses œuvres antérieures. En 1977, elle publie Valsgärde 7, après avoir publié auparavant Valsgärde 8 en 1954, et de 1984 à 1989, elle édite une collection d'articles sur Birka et Hovgården, dont 36 qu'elle a elle-même écrits.

## Publications
- (en) « Some Glass Vessels from the Boar-Grave Cemetery at Valsgärde », Acta Archaeologica (en), t. III,‎ 1932, p. 251-266.
- (en) « A New Scandinavian Form of Helmet from the Vendel-Time », Acta Archaeologica (en), t. V,‎ 1934, p. 243-257.
- (de) Vendelstile: Email und Glas im 7.-8. Jahrhundert, 1942.
- (de) Valsgärde 6. Die Gräberfunde von Valsgärde, t. I : Uppsala: Almqvist & Wiksells Boktryckeri A.B., 1942.
- (de) Valsgärde 8. Die Gräberfunde von Valsgärde, t. I : Uppsala: Almqvist & Wiksells Boktryckeri A.B., 1954.
- (de) Valsgärde 7. Die Gräberfunde von Valsgärde, t. I : Uppsala: Uppsala universitets museum för nordiska fornsaker, 1977 (ISBN 91-506-0113-X).
- (en) « Valsgärde », dans Jan Peder et Hans-Åke Nordström (en), Vendel Period Studies: transactions of the Boat-Grave Symposium in Stockholm, February 2–3, 1981. Studies – The Museum of National Antiquities, Stockholm, Stockholm, Statens Historiska Museum (ISBN 978-91-7192-547-3), p. 71-82.